# Radek Koten
Radek Koten (* 18. března 1965) je český politik a jednatel společnosti, od října 2017 poslanec Poslanecké sněmovny PČR, od roku 2024 zastupitel Kraje Vysočina, od září 2022 zastupitel městyse Vojnův Městec, člen hnutí SPD. Na konci listopadu 2017 byl také zvolen za předsedu Výboru pro bezpečnost Poslanecké sněmovny PČR.

## Život
V letech 1985 až 1986 se jako příslušník Pohraniční stráže v Mikulově podílel na střežení železné opony. Radek Koten je vnukem legionáře.
Společně s Patrikem Otradovským, radním Městyse Krucemburk, je jednatelem firmy OK Comp, která sídlila ve Ždírci nad Doubravou. V současnosti (2/2018) sídlí na tzv. virtuální adrese Jaurisova 4 v Praze 4. Společnost se zabývá servisem a prodejem výpočetní techniky i budováním bezdrátových a kabelových sítí.
Radek Koten žije v městysi Vojnův Městec na Žďársku.

## Politické působení
Je členem hnutí SPD, zastává post 2. místopředsedy Regionálního klubu SPD Kraje Vysočina. V krajských volbách v roce 2016 kandidoval jako člen hnutí SPD na kandidátce subjektu „Koalice Svoboda a přímá demokracie - Tomio Okamura (SPD) a Strana Práv Občanů“ do Zastupitelstva Kraje Vysočina, ale neuspěl.
Ve volbách do Poslanecké sněmovny PČR v roce 2017 byl za hnutí SPD zvolen poslancem v Kraji Vysočina, a to z pozice lídra kandidátky.
Po vstupu do parlamentu byl SPD navržen na předsedu bezpečnostního výboru, což bylo kritizováno opozicí a řadou médií vzhledem k tomu, že Koten je na Facebooku členem mnoha skupin, které podporují odchod České republiky z EU. Je například ve skupinách „Za záchranu světa před Němci, ilumináty a USA“, „Chceme pryč z NATO a EU – Rusko je náš opravdový přítel“ či „Stop Američanům, stop americkým kolonám a stop americké provokaci Ruska“. Sdílel také poplašné zprávy z Aeronetu, který je považován za dezinformační web a monitoruje ho i Ministerstvo vnitra ČR. Šířil dál například zprávu o úniku záření z francouzské jaderné elektrárny. Tuto dezinformaci vyvracel například Státní úřad pro jadernou bezpečnost. Mezi další hoaxy, které sdílel na sociálních sítích patří příspěvky o nebezpečnosti mikrovlnek a o chemtrails. Předsedou bezpečnostního výboru byl zvolen hlasy ANO 2011, KSČM, SPD a Václava Klause ml.
Ve volbách do Poslanecké sněmovny PČR v roce 2021 byl lídrem hnutí SPD v Kraji Vysočina. Získal 917 preferenčních hlasů a stal se tak znovu poslancem.
V komunálních volbách v roce 2022 kandidoval do zastupitelstva Vojnova Městce jako lídr kandidátky hnutí SPD. Mandát zastupitele se mu podařilo získat.
V krajských volbách v roce 2024 byl z pozice člena hnutí SPD zvolen zastupitelem Kraje Vysočina, když vedl jako lídr kandidátku subjektu „SPD, Trikolora a PRO“.
Ve volbách do Poslanecké sněmovny Parlamentu ČR v roce 2025 je z pozice člena hnutí SPD lídrem společné kandidátky SPD, Trikolory, Svobodných a PRO v Kraji Vysočina.